# Desa Ciledug
Desa Ciledug är en administrativ by i Indonesien.   Den ligger i provinsen Jawa Barat, i den västra delen av landet, 27 km sydost om huvudstaden Jakarta.